# David Møller Wolfe
David Møller Wolfe (Bergen, 2002. április 23. –) norvég korosztályos válogatott labdarúgó, a holland AZ Alkmaar hátvédje.

## Pályafutása

### Klubcsapatokban
Wolfe a norvégiai Bergen városában született. Az ifjúsági pályafutását a helyi Bergen Nord csapatában kezdte, majd a Brann akadémiájánál folytatta.
2020-ban mutatkozott be a Brann első osztályban szereplő felnőtt keretében. A 2020-as szezonban a másodosztályú Åsane csapatát erősítette kölcsönben. A Brann-nál először a 2021. május 9-ei, Viking ellen 3–1-re elvesztett mérkőzésen lépett pályára. Első gólját 2021. december 12-én, a Sarpsborg 08 ellen hazai pályán 2–1-es győzelemmel zárult találkozón szerezte meg. 2023. július 1-jén szerződést kötött a holland első osztályban érdekelt AZ Alkmaar együttesével.

### A válogatottban
Wolfe az U17-es, az U18-as, az U20-as és az U21-es korosztályú válogatottakban is képviselte Norvégiát.
2023-ban debütált az U21-es válogatottban. Először a 2023. március 28-ai, Portugália ellen 3–0-ra elvesztett mérkőzés 64. percében, Kristian Arnstadot váltva lépett pályára.

## Statisztikák
2023. június 11. szerint
| Klub               | Szezon   | Osztály     | Bajnokság | Bajnokság | Kupa  | Kupa | Nemzetközi | Nemzetközi | Összesen | Összesen |
| Klub               | Szezon   | Osztály     | Meccs     | Gól       | Meccs | Gól  | Meccs      | Gól        | Meccs    | Gól      |
| ------------------ | -------- | ----------- | --------- | --------- | ----- | ---- | ---------- | ---------- | -------- | -------- |
| Åsane (kölcsönben) | 2020     | OBOS-ligaen | 28        | 1         | 0     | 0    | —          | —          | 28       | 1        |
| Brann              | 2021     | Eliteserien | 21        | 1         | 2     | 0    | —          | —          | 23       | 1        |
| Brann              | 2022     | OBOS-ligaen | 25        | 0         | 1     | 0    | —          | —          | 26       | 0        |
| Brann              | 2023     | Eliteserien | 11        | 0         | 5     | 1    | —          | —          | 16       | 1        |
| Brann              | Összesen | Összesen    | 57        | 1         | 8     | 1    | 0          | 0          | 65       | 2        |
| Összesen           | Összesen | Összesen    | 85        | 2         | 8     | 1    | 0          | 0          | 93       | 3        |

## Sikerei, díjai
Brann
- OBOS-ligaen
  - Feljutó (1): 2022

- Norvég Kupa
  - Győztes (1): 2022–23